# Renata Kossobudzka
Renata Kossobudzka (ur. 15 stycznia 1921 w Warszawie, zm. 9 października 2006 w Skolimowie) – polska aktorka teatralna i filmowa.

## Życiorys
Zadebiutowała na scenie 20 listopada 1946, rok później ukończyła Studio Aktorskie Iwo Galla przy Teatrze Muzycznym w Gdyni. W sezonie 1947/1948 grała na scenie Teatru Polskiego w Poznaniu. Prawie całe pozostałe życie zawodowe była związana z Teatrem Polskim w Warszawie, gdzie grała w latach od 1948 do 1984 i od 1990 do 1991. W międzyczasie od 1984 do 1989 grała w zespole Teatru Powszechnego im. Jana Kochanowskiego w Radomiu. Wystąpiła w wielu (ponad czterdziestu) spektaklach Teatru Telewizji.
Zmarła w Domu Aktora w Skolimowie, spoczywa na cmentarzu w Nowej Iwicznej.

## Odznaczenia
- 1955 - Medal 10-lecia Polski Ludowej
- 1976 - Krzyż Kawalerski Orderu Odrodzenia Polski
- 1976 - Medal „Zasłużony dla Teatru Polskiego w Warszawie”

## Wybrana filmografia
- 1954: Opowieść atlantycka − jako matka Bernarda
- 1963: Dwa żebra Adama − jako archiwistka Jadwiga Turkułłówna
- 1964: Wilczy bilet − jako Krystyna, żona Binowskiego
- 1964: Beata − jako Antonina Kłosowicz, matka Beaty
- 1966: Marysia i Napoleon − jako Chodkiewiczowa
- 1966: Klub profesora Tutki − jako redaktorka pisma; odc. 2
- 1968: Klub profesora Tutki − jako żona pana Adolfa, odc. 8
- 1972: Siedem czerwonych róż, czyli Benek Kwiaciarz o sobie i o innych − jako pani Irena, sekretarka dyrektora w noweli Palto
- 2001: Przedwiośnie − jako teściowa Laury
- 2005: Pensjonat pod Różą − jako Jóźwiakowa, babcia Mai; odc. 64 i 65
- 2005: Na dobre i na złe − jako pani Wisia, podopieczna Teresy; odc. 216
- 2006: Niania − jako pensjonariuszka domu starców; odc. 30